# 德拉諾鎮區 (堪薩斯州塞奇威克縣)
德拉諾鎮區（英語：Delano Township）為美國堪薩斯州塞奇威克縣轄下的鎮區。2010年美国人口普查中此鎮區人口有11人。

## 地理
德拉諾鎮區涵蓋總面積為5.0平方（1.93平方英里），其中陸地面積為4.2平方（1.63平方英里），水域面積為0.78平方（0.30平方英里）或15.54%。海拔高度409（1,342英尺）。

## 人口統計
根據2010年美國人口普查，德拉諾鎮區人口有11人，其中男性有4人，女性有7人，人口密度為每平方公里2.20人，住房計5戶。鎮區內的白人有11人，非裔美國人有0人，美洲原住民有0人，亞裔美國人有0人，太平洋島裔美國人有0人，其他種族有0人，混血種族則有0人。此外鎮區內有0人為西班牙裔或拉丁裔美國人。此鎮區之年齡中位數為42.5歲，而男性年齡中位數為52.5歲，女性年齡中位數為33.5歲。